# 瑧環
瑧環（英語：Gramercy）為香港西半山堅道一單幢住宅，樓高共30層，共106伙，由私募基金豐泰地產發展，管理公司為仲量聯行物業管理，於2012年12月入伙。

## 歷史
瑧環前身為「堅道38-42A號」一唐樓，2007年被舊樓購併公司田生集團以2億元購入91.85%業權，淨地盤面積約6,072方呎，後透過土地審裁處仲裁統一業權。其後以8千萬元購入樓高9層的「堅道44號」一唐樓。至2009年，田生集團把其售予豐泰地產發展。

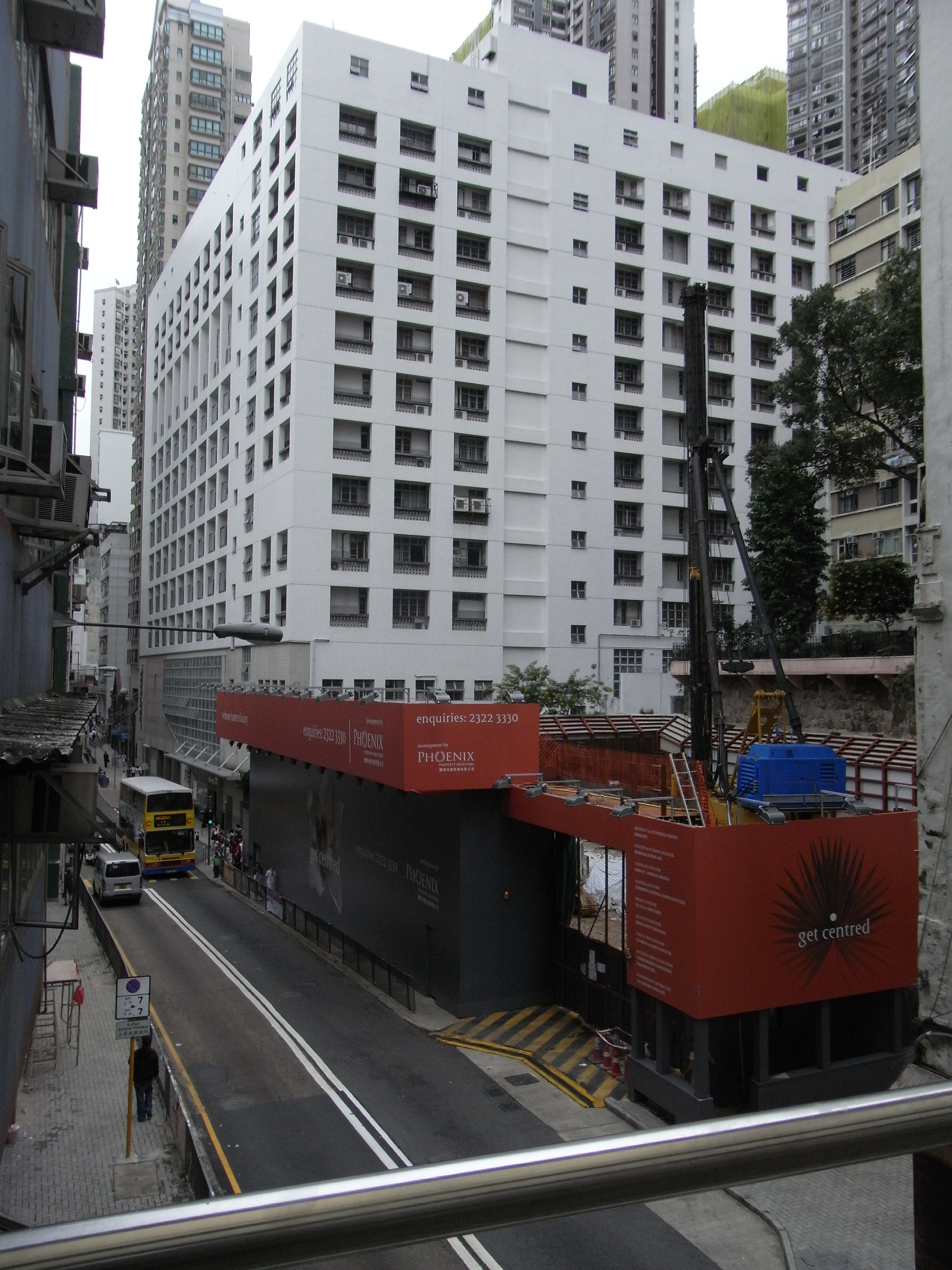
興建中，2010年9月
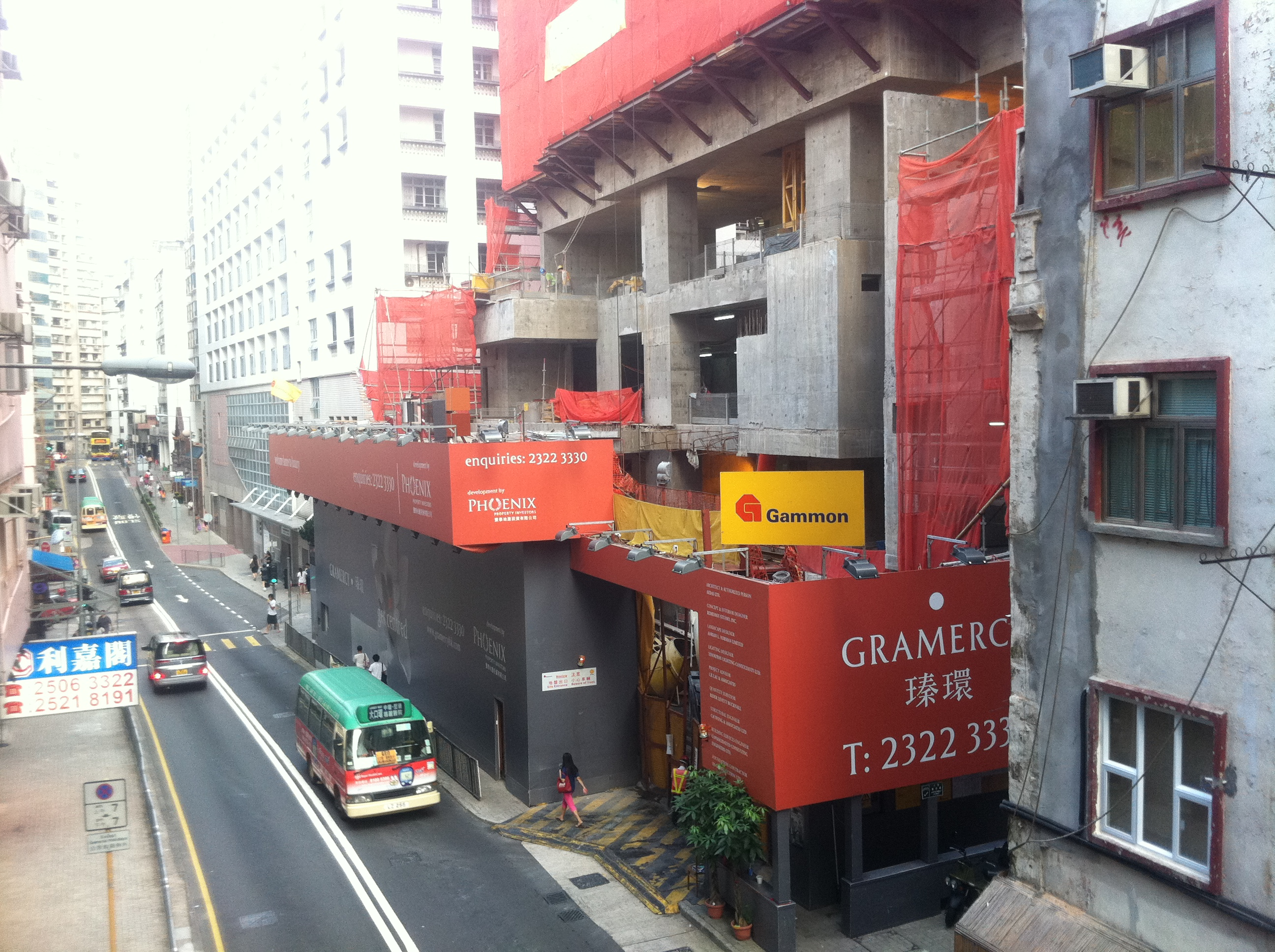
興建中，2011年9月

## 簡介
香港著名室內設計師詹詩翰以公司名義於2010年連環購入10個單位。

## 附近住宅
- 堅都大廈
- 美蘭閣
- 寶苑
- 利堅大廈
- 慧源閣
- 翰庭軒
- 恒龍閣
- 廣堅大廈
- 雅苑
- 元明大廈

## 外部連結
- 瑧環 官方網頁